# Manga di Puella Magi Madoka Magica
Questa voce rappresenta la lista dei manga dedicati a Puella Magi Madoka Magica, anime del 2011 prodotto da Shaft e Aniplex di genere majokko.

## Puella Magi Madoka Magica
Il manga tratto direttamente dalla serie e con il suo stesso titolo, disegnato da Hanokage, è stato pubblicato in tre tankōbon, ognuno con quattro capitoli:
| Nº | Titolo italiano Giapponese 「Kanji」 - Rōmaji | Data di prima pubblicazione             | Data di prima pubblicazione              |
| Nº | Titolo italiano Giapponese 「Kanji」 - Rōmaji | Giapponese                              | Italiano                                 |
| 1  | Puella Magi Madoka Magica 1 「魔法少女まどか☆マギカ 1」 - Mahō shōjo Madoka Magika 1 | 12 febbraio 2011 ISBN 978-4-8322-7990-2 | 30 giugno 2012 ISBN 978-88-6589-951-9    |
| 1  | Capitoli - 1. Mi sembra di averla incontrata in sogno… (夢の中で会った、ような…?, Yume no naka de atta, yō na...) - 2. Con molto piacere! (それはとっても嬉しいなって?, Sore wa tottemo ureshii natte) - 3. Non ho più paura di niente (もう何も怖くない?, Mō nani mo kowakunai) - 4. Esistono sia i miracoli che la magia! (奇跡も、魔法も、あるんだよ?, Kiseki mo, mahō mo, arun da yo) |                                         |                                          |
| 2  | Puella Magi Madoka Magica 2 「魔法少女まどか☆マギカ 2」 - Mahō shōjo Madoka Magika 2 | 12 marzo 2011 ISBN 978-4-8322-4003-2    | 22 settembre 2012 ISBN 978-88-6304-200-9 |
| 2  | Capitoli - 5. Non me ne pentirò! (後悔なんて、あるわけない?, Kōkai nante, aru wake nai) - 6. Non è giusto! (こんなの絶対おかしいよ?, Konna no zettai okashiiyo) - 7. Riesci ad affrontare i tuoi veri sentimenti? (本当の気持ちと向き合えますか？?, Hontō no kimochi to mukiaemasu ka?) - 8. Sono solo una stupida (あたしって、ほんとバカ?, Atashitte, honto baka)                       |                                         |                                          |
| 3  | Puella Magi Madoka Magica 3 「魔法少女まどか☆マギカ 3」 - Mahō shōjo Madoka Magika 3 | 30 maggio 2011 ISBN 978-4-8322-4014-8   | 23 marzo 2013 ISBN 978-88-6304-917-6     |
| 3  | Capitoli - 9. Questo io non potrei perdonarlo (そんなの、あたしが許さない?, Sonna no, atashi ga yurusanai) - 10. Non mi fiderò più di nessuno (もう誰にも頼らない?, Mō dare ni mo tayoranai) - 11. L'ultima strada rimasta (最後に残った道しるべ?, Saigo ni nokotta michishirube) - 12. La mia migliore amica (わたしの、最高の友達?, Watashi no, saikō no tomodachi)                     |                                         |                                          |

## Puella Magi Kazumi Magica - The Innocent Malice
Il primo manga spin-off, intitolato Puella Magi Kazumi Magica - The Innocent Malice (魔法少女かずみ☆マギカ 〜The innocent malice〜?, Mahō shōjo Kazumi Magika ~The innocent malice~), è scritto da Masaki Hiramatsu e disegnato da Takashi Tensugi ed è stato pubblicato sulla rivista Manga Time Kirara Forward dal 24 marzo 2011 al 24 novembre 2012. I capitoli sono stati poi raccolti in cinque tankōbon.

### Trama
Puella Magi Kazumi Magica - The Innocent Malice vede come protagonista la giovane Kazumi, affetta da amnesia dopo essere stata apparentemente rapita.

### Personaggi
Kazumi (かずみ?, Kazumi)
Protagonista di Puella Magi Kazumi Magica, non ha ricordi oltre il proprio nome. Indossa campanelli alle orecchie che talvolta trasformano la realtà come desidera. Tende a giudicare la bontà delle persone in relazione alle loro abitudini alimentari e una volta trasformata combatte con una croce.
Umika Misaki (御崎 海香?, Misaki Umika)
Amica e coinquilina di Kazumi, studentessa delle medie, è una giovane autrice di best seller. Quando si blocca nello scrivere i suoi racconti inizia a cucinare compulsivamente e costringe Kazumi ad accompagnarla a fare shopping.
Kaoru (カオル?, Kaoru)
Coinquilina di Kazumi e Umika, adora giocare a calcio.
Sōichirō Tachibana (立花 宗一郎?, Tachibana Sōichirō)
L'uomo che, dopo uno scambio di valigie, trova Kazumi al posto della bomba da far detonare.

### Volumi
| Nº | Titolo italiano Giapponese 「Kanji」 - Rōmaji | Data di prima pubblicazione              | Data di prima pubblicazione              |
| Nº | Titolo italiano Giapponese 「Kanji」 - Rōmaji | Giapponese                               | Italiano                                 |
| 1  | Puella Magi Kazumi Magica - The Innocent Malice 1 「魔法少女かずみ☆マギカ 〜The innocent malice〜 1」 - Mahō shōjo Kazumi Magika ~The innocent malice~ 1 | 12 maggio 2011 ISBN 978-4-8322-4028-5    | 9 febbraio 2013 ISBN 978-88-6304-732-5   |
| 1  | Capitoli - 1. Carne alla canaglioff (アクトウワカルガノフ?, Akutouwakaruganofu) - 2. Ho dog (ポットデルドッグ?, Potto deru doggu) - 3. Kazumix (カズミックス?, Kazumikkusu) |                                          |                                          |
| 2  | Puella Magi Kazumi Magica - The Innocent Malice 2 「魔法少女かずみ☆マギカ 〜The innocent malice〜 2」 - Mahō shōjo Kazumi Magika ~The innocent malice~ 2 | 12 ottobre 2011 ISBN 978-4-8322-4071-1   | 20 luglio 2013 ISBN 978-88-912-5109-1    |
| 2  | Capitoli - 4. Evil nuts (イーブルナッツ?, Iiburu Nattsu) - 5. Magica all'arrabbiata (マギカアラビアータ?, Magika arabiāta) - 6. Bucket parfait (ボケツパフェ?, Bokutsu pafe) - 7. Pick gems (ピックジェムズ?, Pikku jemuzu) - 8. Gelato fritto (テンプラアイス?, Tenpura aisu) |                                          |                                          |
| 3  | Puella Magi Kazumi Magica - The Innocent Malice 3 「魔法少女かずみ☆マギカ 〜The innocent malice〜 3」 - Mahō shōjo Kazumi Magika ~The innocent malice~ 3 | 12 marzo 2012 ISBN 978-4-8322-4122-0     | 21 settembre 2013 ISBN 978-88-912-5186-2 |
| 3  | Capitoli - 9. Congelatore (レイトウコ?, Reitouko) - 10. Titin Pudding (チチンプリン?, Chichin Purin) - 11. Dead or Rice (デッド オア ライフ?, Deddo oa Raifu) - 12. Pleiadi (プレイアデス?, Pureiadesu) - 13. Malefica Phallus (マレフｨカフｧルス?, Marefika Farusu)            |                                          |                                          |
| 4  | Puella Magi Kazumi Magica - The Innocent Malice 4 「魔法少女かずみ☆マギカ 〜The innocent malice〜 4」 - Mahō shōjo Kazumi Magika ~The innocent malice~ 4 | 12 settembre 2012 ISBN 978-4-8322-4193-0 | 23 novembre 2013 ISBN 978-88-912-5263-0  |
| 4  | Capitoli - 14. Divorarsi a vicenda (トモグイ?, Tomogui) - 15. L'essenza di Satomi (サトミノモト?, Satomi no moto) - 16. Risotto alle fragole (イチゴリゾット?, Ichigo rizotto) - 17. Insaporitore (カクシアジ?, Kakushiaji) - 18. Connect (コネクト?, Konekuto)                |                                          |                                          |
| 5  | Puella Magi Kazumi Magica - The Innocent Malice 5 「魔法少女かずみ☆マギカ 〜The innocent malice〜 5」 - Mahō shōjo Kazumi Magika ~The innocent malice~ 5 | 12 gennaio 2013 ISBN 978-4-8322-4247-0   | 25 gennaio 2014 ISBN 978-88-912-5376-7   |
| 5  | Capitoli - 19. Grief seed (グリーフシード?, Gurīfu shīdo) - 20. Incubator (インキュベーター?, Inkyubētā) - 21. Jubey (ジューベー?, Jūbē) - 22. Kazumi magica (かずみ☆マギカ?, Kazumi magika) - 23. Innocent malice (イノセントマリス?, Inosento marisu)                        |                                          |                                          |

## Puella Magi Oriko Magica
Il secondo manga spin-off, intitolato Puella Magi Oriko Magica (魔法少女おりこ☆マギカ?, Mahō shōjo Oriko Magika), è scritto e disegnato da Kuroe Mura. È stato pubblicato in due tankōbon.

### Trama
Puella Magi Oriko Magica è ambientato in una linea temporale in cui le protagoniste sono ancora vive; la protagonista è Kyoko, che trova per strada una bambina di nome Yuma Chitose che si unisce a lei per combattere le streghe. Quindi compaiono due nuove maghe: Oriko Mikuni e Kirika Kure; quest'ultima uccide le maghe anziché le streghe.

### Volumi
| Nº | Titolo italiano Giapponese 「Kanji」 - Rōmaji | Data di prima pubblicazione           | Data di prima pubblicazione             |
| Nº | Titolo italiano Giapponese 「Kanji」 - Rōmaji | Giapponese                            | Italiano                                |
| 1  | Puella Magi Oriko Magica 1 「魔法少女おりこ☆マギカ 1」 - Mahō shōjo Oriko Magika 1 | 12 maggio 2011 ISBN 978-4-8322-4016-2 | 24 novembre 2012 ISBN 978-88-6304-577-2 |
| 1  | Capitoli - 1. Non pensarci neppure di diventare una puella magi! (魔法少女になろうなんて考えるな?, Mahō shōjo ni narō nante kangaeru na) - 2. Non sto piangendo! (泣いてなんかないよ?, Naite nanka nai yo) - 3. L'amore è infinitamente finito (愛は無限に有限なんだ?, Ai wa mugen ni yūgen nanda)                                                    |                                       |                                         |
| 2  | Puella Magi Oriko Magica 2 「魔法少女おりこ☆マギカ 2」 - Mahō shōjo Oriko Magika 2 | 13 giugno 2011 ISBN 978-4-8322-4036-0 | 25 maggio 2013 ISBN 978-88-912-5037-7   |
| 2  | Capitoli - 4. Non ti perdonerò mai! (絶対に許さない?, Zettai ni yurusanai) - 5. Per questo sono qui (そのために私はここにいる?, Sono tame ni watashi wa kokoni iru) - 6. Un giorno non vuol dire adesso (いつかはいまじゃないよ?, Itsuka wa ima janai yo) - Finale. Per proteggere il mio mondo (私の世界を守るため?, Watashi no sekai o mamoru tame) |                                       |                                         |

Una storia aggiuntiva di questo manga è stata pubblicata il 9 agosto 2012 sul secondo numero della rivista Manga Time Kirara Magica ed è intitolata Mahō shōjo Oriko Magica - Noisy Citrin (魔法少女おりこ☆マギカ〜noisy citrin〜?, Mahō shōjo Oriko Magika - Noisy Citrin). Un'altra, intitolata Mahō shōjo Oriko Magica - Symmetry Diamond (魔法少女おりこ☆マギカ〜symmetry diamond〜?, Mahō shōjo Oriko Magika - Symmetry Diamond) è stata pubblicata sul numero 5 della stessa rivista, l'8 febbraio 2013.

## Puella Magi Madoka Magica ~The Different Story~
Il terzo manga spin-off, intitolato Puella Magi Madoka Magica ~The Different Story~ (魔法少女まどか☆マギカ ～The different story～?, Mahō shōjo Madoka Magika ~The different story~), è scritto dal Magica Quartet (gli autori della serie animata) e disegnato da Hanokage. È stato pubblicato in tre tankōbon, inediti in Italia:
| Nº | Titolo italiano Giapponese 「Kanji」 - Rōmaji | Data di prima pubblicazione             | Data di prima pubblicazione |
| Nº | Titolo italiano Giapponese 「Kanji」 - Rōmaji | Giapponese                              |                             |
| 1  | Puella Magi Madoka Magica ~The Different Story~ Primo volume 「魔法少女まどか☆マギカ 〜The different story〜 上」 - Mahō shōjo Madoka Magika ~The Different Story~ Jō    | 12 ottobre 2012 ISBN 978-4-8322-4203-6  |                             |
| 2  | Puella Magi Madoka Magica ~The Different Story~ Secondo volume 「魔法少女まどか☆マギカ 〜The different story〜 中」 - Mahō shōjo Madoka Magika ~The Different Story~ Chū | 19 ottobre 2012 ISBN 978-4-8322-4208-1  |                             |
| 3  | Puella Magi Madoka Magica ~The Different Story~ Terzo volume 「魔法少女まどか☆マギカ 〜The different story〜 下」 - Mahō shōjo Madoka Magika ~The Different Story~ Ge    | 12 novembre 2012 ISBN 978-4-8322-4220-3 |                             |

## Gekijōban Mahō shōjo Madoka Magica - Shinpen - Hangyaku no monogatari
Il manga tratto dal terzo film e con il suo stesso titolo è disegnato da Hanokage, come quello tratto dalla serie, ed è stato pubblicato in tre tankōbon, inediti in Italia:
| Nº | Titolo italiano Giapponese 「Kanji」 - Rōmaji | Data di prima pubblicazione             | Data di prima pubblicazione |
| Nº | Titolo italiano Giapponese 「Kanji」 - Rōmaji | Giapponese                              |                             |
| 1  | Gekijōban Mahō shōjo Madoka Magica - Shinpen - Hangyaku no monogatari 1 「劇場版魔法少女まどか☆マギカ ［新編］叛逆の物語 1」 - Gekijōban Mahō shōjo Madoka Magika [Shinpen] Hangyaku no monogatari 1 | 12 novembre 2013 ISBN 978-4-8322-4369-9 |                             |
| 2  | Gekijōban Mahō shōjo Madoka Magica - Shinpen - Hangyaku no monogatari 2 「劇場版魔法少女まどか☆マギカ ［新編］叛逆の物語 2」 - Gekijōban Mahō shōjo Madoka Magika [Shinpen] Hangyaku no monogatari 2 | 12 dicembre 2013 ISBN 978-4-8322-4380-4 |                             |
| 3  | Gekijōban Mahō shōjo Madoka Magica - Shinpen - Hangyaku no monogatari 3 「劇場版魔法少女まどか☆マギカ ［新編］叛逆の物語 3」 - Gekijōban Mahō shōjo Madoka Magika [Shinpen] Hangyaku no monogatari 3 | 10 gennaio 2014 ISBN 978-4-8322-4394-1  |                             |

## Puella Magi Madoka Magica Anthology Comic
Quattro volumi antologici con manga realizzati da diversi autori ospiti sono stati pubblicati con il titolo di Puella Magi Madoka Magica Anthology Comic (魔法少女まどか☆マギカ アンソロジーコミック?, Mahō shōjo Madoka Magika Ansorojī Komikku):
| Nº | Titolo italiano Giapponese 「Kanji」 - Rōmaji                                                                                              | Data di prima pubblicazione              | Data di prima pubblicazione |
| Nº | Titolo italiano Giapponese 「Kanji」 - Rōmaji                                                                                              | Giapponese                               |                             |
| 1  | Puella Magi Madoka Magica Anthology Comic 1 「魔法少女まどか☆マギカ アンソロジーコミック 1」 - Mahō shōjo Madoka Magika Ansorojī Komikku 1 | 12 settembre 2011 ISBN 978-4-8322-4064-3 |                             |
| 2  | Puella Magi Madoka Magica Anthology Comic 2 「魔法少女まどか☆マギカ アンソロジーコミック 2」 - Mahō shōjo Madoka Magika Ansorojī Komikku 2 | 12 marzo 2012 ISBN 978-4-8322-4123-7     |                             |
| 3  | Puella Magi Madoka Magica Anthology Comic 3 「魔法少女まどか☆マギカ アンソロジーコミック 3」 - Mahō shōjo Madoka Magika Ansorojī Komikku 3 | 12 novembre 2012 ISBN 978-4-8322-4219-7  |                             |
| 4  | Puella Magi Madoka Magica Anthology Comic 4 「魔法少女まどか☆マギカ アンソロジーコミック 4」 - Mahō shōjo Madoka Magika Ansorojī Komikku 4 | 12 luglio 2013 ISBN 978-4-8322-4321-7    |                             |

## Puella Magi Madoka Magica film memories
Un anime comic a colori in un singolo volume di 496 pagine, derivato dalla serie animata, è stato pubblicato il 26 maggio 2012 con il titolo di Puella Magi Madoka Magica film memories (魔法少女まどか☆マギカ ｆｉｌｍ ｍｅｍｏｒｉｅｓ?, Mahō Shōjo Madoka Magika film memories) (ISBN 978-4-8322-4151-0).